# 中國—摩洛哥關係
中國—摩洛哥关系（阿拉伯语：العلاقات الصينية المغربية），是指歷史上的中國和摩洛哥、以至現在中華人民共和國與摩洛哥王國之間的雙邊關係。中華人民共和國和摩洛哥在1958年11月1日建交，是第一个和中华人民共和国建交的大西洋沿岸非洲国家，以及第一个和中国建交的非欧洲地区法语国家（法语并非摩洛哥官方语言，但因殖民历史作为常见外语使用），中国并且还曾成為摩洛哥第三大的進口來源地，而漢語學習在摩洛哥也頗為普及。

## 歷史

### 700年代至1000年代

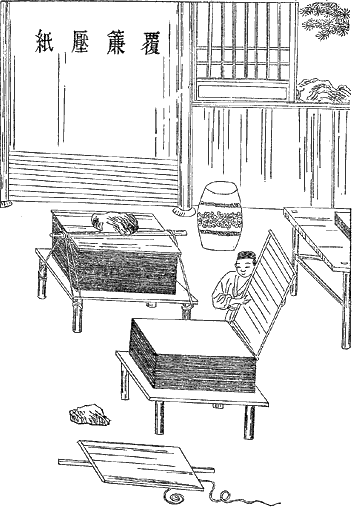
中國的造紙術曾傳到到摩洛哥，當地的造紙業此後一度興盛。圖為中國傳統的造紙技術。

唐朝文官杜環據說是首個踏足非洲的中國人，他曾參與怛羅斯戰役，被俘後随团考察非洲各地，並遊歷了非洲、中亚、西亚諸國，最後把所見所聞輯錄成《经行记》；他在《经行记》中介紹了一個名為「摩邻国」的非洲國家，形容當地少有穀物和植物，馬匹主要吃鹹魚，人民都是黑人。這「摩邻国」被認為是今天的摩洛哥，但學者對此尚未有定論。
宋朝書籍《諸蕃志》提到了一個名為「默伽猎国」的非洲沿岸国家，這個国家被認為在今摩洛哥境內:80。
中國的造紙術在1100年被引進到摩洛哥，當地此後出現了大量的造紙廠和相關設備，造紙業一度因而興盛；後來，造纸术在1150年从摩洛哥城市非斯传到欧洲國家:641。除了造紙術外，中国的瓷器和火药據說也是从摩洛哥传到欧洲:59。
元朝時，摩洛哥旅行家伊本·巴圖塔曾到訪中國，並在游记中記下元朝大型船隻的面貌:99；另一邊廂，元朝旅行家汪大渊也曾遊歷摩洛哥，並在著作《岛夷志略》中記下了當地人在海中采集珊瑚的景況:44。

### 1900年代至1960年代

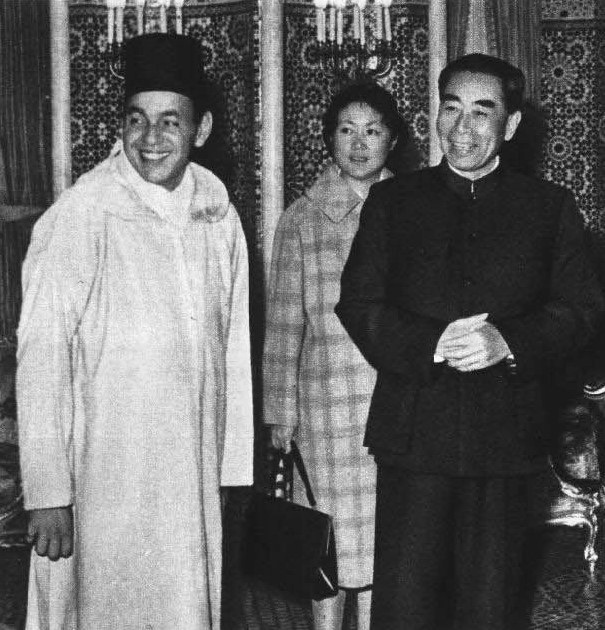
1964年中国访问摩洛哥，周恩来与哈桑二世

1900至1910年代，法国和西班牙決定瓜分在摩洛哥的势力范围；摩洛哥在1912年成为法国保护国，當地部分地區亦在同年被划为西班牙的保护地。1917年，合共5000名华工被输到摩洛哥、阿尔及利亚和法国:361。
中華人民共和國在1949年成立後，摩洛哥共產黨发出贺电，讚揚中華人民共和國成功建國，認為這樣有助鼓励非洲北部諸國的人民反对殖民统治:119。作為外國屬地的摩洛哥曾多次響起獨立的呼聲；1955年4月，時任中華人民共和國國務院總理的周恩来在萬隆會議上发言，明确指出中華人民共和國政府和全體中國人民均支持摩洛哥人争取國家独立:24。
摩洛哥在1956年成功独立為國，中華人民共和國國務院總理周恩来其後致电摩洛哥政府高層，對摩洛哥独立表示热烈的祝贺；當時的摩洛哥对中華人民共和國頗為友好，而周恩來在萬隆會議的发言也令摩洛哥人更歡迎中華人民共和國:59。當時，摩洛哥雖然已独立，但當地经济仍然被法国操控，故摩洛哥政府很希望能有自主的贸易，向中華人民共和國求助；中華人民共和國其後派團到摩洛哥洽商，並與該國達成贸易协定，以茶叶換取當地的磷酸盐，令摩洛哥成為中国茶叶其中一個最大的出口目的地:29–30。1958年下半年，摩洛哥在與中華人民共和國建立外交關係:30。
在文化大革命期間，中華人民共和國驻摩洛哥使馆採取了流於硬銷的宣传手法，引起摩洛哥当局的不滿，對中華人民共和國和該國的外交关系帶來負面影響；不過，中華人民共和國在文化大革命完結後仍有高層訪問摩洛哥:67, 120。

### 2010年代至今
2016年6月1日，摩洛哥单方面允许中国公民持普通护照免签证入境摩洛哥90天，目前摩洛哥公民入境中国仍需提前办理签证。
相较于现存的其他共产主义国家对于波利萨里奥阵线建立的撒拉威阿拉伯民主共和國的外交承认，在西撒哈拉问题上中国持中立态度，并未承认“西撒國”，也没有承认摩洛哥对于西撒哈拉的主权；中国常驻联合国代表主张应该推动政治解决西撒问题，并鼓励摩洛哥、波利萨里奥阵线等相关各方以联合国安理会有关决议为基础，通过谈判寻求公正、持久和双方都能接受的解决方案。
2023年1月1日，摩洛哥宣布禁止所有来自中国的旅客入境。摩洛哥外交、非洲合作和摩洛哥外侨部表示有关措施是为了防止该国冠状病毒病疫情爆发，并不影响和中国的友好关系。有关入境禁令在同年4月5日解除。
据央視網的報導稱，2023年11月18日，中華人民共和國公安部獵狐行動工作組將上海公安機關通緝的經濟犯罪嫌疑人羅某從摩洛哥引渡回國。這是2021年中摩引渡條約生效後首例成功案例。
2024年11月21日，中共中央總書記兼中國國家主席习近平在結束訪問巴西後曾短暫停留摩洛哥，與王儲哈桑及首相阿赫努什會面。

## 經貿關係
- 中國出口到摩洛哥的商品（2012年）[19]
- 摩洛哥出口到中國的商品（2012年）[20]

中國（不包括港澳台）在2012年出口了30.5億美元到摩洛哥，貨物有機械設備和紡織品等，成為摩洛哥當年第三大的進口來源地；摩洛哥則在同年出口了5億美元來華（不包括港澳台），貨物包括機械設備、礦產、金屬製品等。
中国企业成功投标了作为摩洛哥对西撒哈拉重要投资的阿尤恩栈桥钢箱梁的建设项目。

## 文化關係
摩洛哥的穆罕默德五世大学和哈桑二世大学分別設有孔子学院，兩所学院先後建於2009年和2013年；這兩所孔子学院每年均會舉行夏令营，安排部分學生親自到訪中国。由於中華人民共和國經濟的發展，汉语學習在摩洛哥頗為普及；當地有不少汉语學校，學生使用從中國進口、附有法語解释的汉语教科書。

## 外部連結
- 中華人民共和國駐摩洛哥王国大使館官方網站（简体中文）（法文）
  - 中華人民共和國駐摩洛哥王国大使館經濟商務處官方網站（简体中文）
- 摩洛哥驻华大使馆官方網站（简体中文）（英文）